# Noturus trautmani
Noturus trautmani ou Bagre de Ohio é uma espécie de peixe da família Ictaluridae.
Foi endémica dos Estados Unidos da América e declarada oficialmente extinta em 2013, já que a espécie não é vista desde de 1957.  Provavelmente a causa de sua extinção foi a degradação de seu habitat natural.